# Hoher Brendten
Der Hohe Brendten (1193 m) ist eine Anhöhe, die dem Kranzberg bei Mittenwald im Nordosten vorgelagert ist. Der Hohe Brendten ist hügelig und von Wald dominiert. Das Gebiet durchziehen zahlreiche, meist unbefestigte Straßen.

## Militärische Objekte
Auf dem Hohen Brendten unterhält die Bundeswehr in unmittelbarer Nähe zur Luttensee-Kaserne einen Standortübungsplatz.

## Ehrenmal der Gebirgstruppe

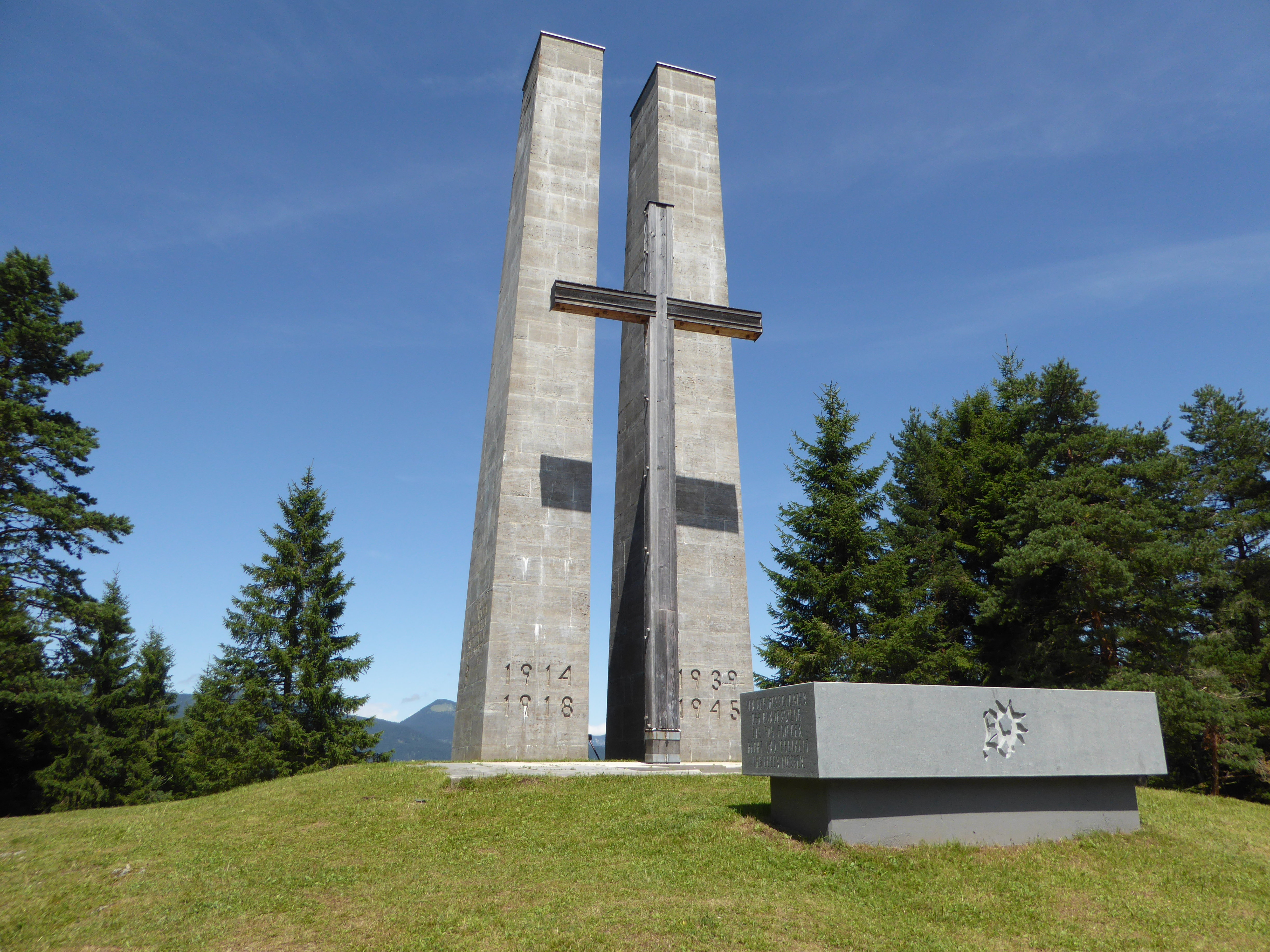
Ehrenmal der Gebirgstruppe

### Geschichte
Auf dem Übungsplatz befindet sich auf einer Höhe von 1138 m und einen knappen Kilometer nordöstlich des Gipfels das Ehrenmal für die gefallenen Soldaten der Gebirgstruppe. Gestaltet wurde es von Sebastian Norkauer (1923–2000), Sohn des Architekten Fritz Norkauer.
Eingeweiht wurde das Ehrenmal für die Gefallenen der Gebirgstruppe beider Weltkriege an Pfingsten 1957, kurz nachdem die 1955 gegründete Bundeswehr Mitte Juli 1956 zwei Gebirgsjägerbataillone in Mittenwald aufgestellt hatte. Diese Reaktivierung Mittenwalds als Standort der Gebirgstruppe und die Vorbereitungen zur Errichtung des Ehrenmals wurden noch im Herbst 1956 begleitet von der Gründung der Ortskameradschaft Mittenwald im Kameradenkreis der Gebirgstruppe, der dann auch eine tragende Rolle bei der Einweihung des Ehrenmals zufiel.
Zur Brendtenfeier 2015 wurde die Ergänzung des Denkmals um ein neues Element für die Gefallenen der Gebirgstruppe der Bundeswehr eingeweiht. Es entstand nach einer Idee des Architekten Hermann Norkauer, dem Sohn von Sebastian Norkauer, durch Steinmetz Christoph Falk. Eine sechs Tonnen schwere waagerechte Platte bildet nun einen Kontrapunkt zu den beiden vertikal in den Himmel strebenden Säulen für die Opfer der Weltkriege, ergänzt durch ein senkrecht stehendes Holzkreuz. An der Stirnseite ist eine Edelweiß-Darstellung angebracht, an der linken Seite des Granitblocks steht die Inschrift: „Den Gebirgssoldaten der Bundeswehr, die für Frieden, Recht und Freiheit ihr Leben ließen.“

### Brendtenfeier
Seit Errichtung des Ehrenmals findet alljährlich um Pfingsten am Hohen Brendten eine Gedenkfeier des Kameradenkreises der Gebirgstruppe, die sog. Brendtenfeier, statt. Zunächst nur den Toten der deutschen Gebirgstruppe in den Weltkriegen gewidmet, wird dabei seit einigen Jahren allgemein der Opfer von Krieg und Gewalt gedacht. An der Veranstaltung nehmen inzwischen regelmäßig Abordnungen der Gebirgstruppen anderer Staaten teil, insbesondere von den in der Internationalen Föderation der Gebirgssoldaten organisierten.

### Kritik
Unter dem Eindruck zeitgeschichtlicher Forschungen wie denen von Jakob Knab und Hermann Frank Meyer zur Beteiligung der Gebirgstruppe der Wehrmacht an Kriegsverbrechen und deren Rolle in der Traditionsarbeit des Kameradenkreises gründete sich der „Arbeitskreis Angreifbare Traditionspflege“. Dieser organisierte zusammen mit der VVN in den Jahren 2002 bis 2009 in räumlicher und zeitlicher Nähe zur Brendtenfeier vielfältige Aktionen, in denen an die bisher nur teilweise aufgearbeitete Verstrickung der Gebirgstruppe in Kriegsverbrechen des Zweiten Weltkrieges erinnert wurde.
Der  aus ehemaligen Wehrmachtsoldaten, Bundeswehrangehörigen und Bundeswehrveteranen bestehende Kameradenkreis wies die Vorwürfe des Geschichtsrevisionismus und der Kriegsverherrlichung zurück und wehrte sich gegen den Vorwurf, Kriegsverbrechen zu leugnen.